# Milano (ort i Spanien, Kastilien och Leon, Provincia de Salamanca, lat 41,09, long -6,60)
Milano är en ort i Spanien.   Den ligger i provinsen Provincia de Salamanca och regionen Kastilien och Leon, i den nordvästra delen av landet, 250 km väster om huvudstaden Madrid. Milano ligger 730 meter över havet och antalet invånare är 154.
Terrängen runt Milano är platt. Runt Milano är det mycket glesbefolkat, med 7 invånare per kvadratkilometer. Närmaste större samhälle är Vitigudino, 16,6 km sydost om Milano. Trakten runt Milano består i huvudsak av gräsmarker.